# Varanus gilleni
Varanus gilleni este o specie de reptile din genul Varanus, familia Varanidae, descrisă de Lucas și Frost 1895. Conform Catalogue of Life specia Varanus gilleni nu are subspecii cunoscute.

## Galerie

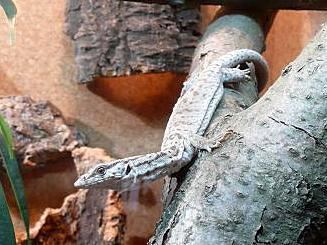